# Antonio Lago
Antonio Franco ”Tony” Lago, född 28 mars 1893 i Venedig, död den 1 december 1960 i Paris, var en italiensk ingenjör och affärsman, känd som ägare av biltillverkaren Talbot-Lago.
Lago deltog i det första världskriget i det italienska flygvapnet, där han avancerade till major. Han var en av grundarna av det nationella fascistpartiet men efter en konflikt med Benito Mussolini tvingades han fly Italien och blev en frispråkig kritiker av fascismen.
Lago arbetade för Pratt & Whitney i USA innan han bosatte sig i England på 1920-talet, där han blev representant för Isotta Fraschini. Han blev sedan direktör för Self-Changing Gears Ltd som tillverkade Wilson förväljarlåda. Han förvärvade också rättigheterna att exportera Wilson växellådor från England. 
1933 värvades Lago av STD Motors för att styra upp det misskötta franska dotterbolaget Automobiles Talbot S.A. Sedan STD Motors slutligen gjort konkurs ett par år senare köpte han den franska delen och drev verksamheten vidare under namnet Talbot-Lago. Under Lagos ledning blev märket en konkurrent till Bugatti och Delahaye.
Tiden efter andra världskriget blev tung men trots att företaget oftast balanserade på ruinens brant höll Lago verksamheten igång fram till 1958, då han slutligen sålde till Simca.